# Abu Dhabi Investment Authority
L'Abu Dhabi Investment Authority, (in arabo جهاز أبوظبي للاستثمار‎?), nota semplicemente come  ADIA, è uno dei più grandi fondo di investimento sovrano del mondo, di proprietà dell'Emirato di Abu Dhabi, Emirati Arabi Uniti. Gestisce le riserve petrolifere in eccesso dell'emirato e si stima che gestisca 1.057 miliardi di dollari di asset in gestione.
Investe in tutti i mercati internazionali: azioni, private equity, immobiliare e in molto altro.

## Storia
Nel 1967, l’Emirato di Abu Dhabi creò il Financial Investment Board come parte del Ministero delle Finanze di Abu Dhabi. Nel 1976, lo sceicco Zayed bin Sultan Al Nahyan, fondatore degli Emirati Arabi Uniti e sovrano dell'Emirato di Abu Dhabi, decise di sostituire il Financial Investment Board con un'organizzazione che operasse indipendentemente dal governo. Pertanto, nel marzo 1976 è stata fondata l'Abu Dhabi Investment Authority (Autorità per gli investimenti di Abu Dhabi).
Nel 2006, parallelamente all'ADIA, è stato fondato l'Abu Dhabi Investment Council (ADIC), che comprendeva tra gli altri l'ex Abu Dhabi Investment Company (oggi Invest AD ; fondata nel febbraio 1977 come prima società di investimento di Abu Dhabi). gli immobili domestici sono stati conferiti ad ADIA. L'ADIC è significativamente più piccolo dell'ADIA e talvolta viene chiamato ADIA II. ADIC ha acquisito il 90% del Chrysler Building a New York nel 2008.